# Béké
Als Béké wird in Martinique ein in Martinique geborener Weißer bezeichnet, der von den ersten Kolonisatoren abstammt. Sie lassen sich auf etwa 30 Großfamilien zurückführen, denen etwa 2.600 Personen angehören.
Unklar ist, woher die Bezeichnung stammt. Möglich ist, dass es sich aus dem Ibo ableitet und einen Weißen oder Europäer bezeichnet. Traditionell wird es auch auf den typischen Ausdruck der Kolonisatoren „eh bien quoi“ (eh bé qué) zurückgeführt, was frei übersetzt so viel wie „na und“ bedeutet.
Den Béké wurde vorgeworfen, den größten Teil des Reichtums zu besitzen (annähernd die Hälfte der Supermärkte und der landwirtschaftlich genutzten Fläche), wobei sie weniger als 1 % der Bevölkerung in Martinique ausmachen. Im Februar 2009 steigerten sich die Spannungen zwischen Schwarzen und den Béké und führten zu wochenlangen Streiks.